# Мірамар (Флорида)
Мірамар (англ. Miramar, «Вид моря») — місто (англ. city) в США, в окрузі Бровард на південному сході штату Флорида, північно-західне передмістя Маямі (за 28 км). Межує на півночі з Пемброк-Пайнс й на південному сході з Голивудом. Населення — 134 721 особа (2020). Расовий склад: 46% чорних, 37% латинів, 12% білих, 5% азійців. У Мірамарі найвища частка у ЗДА ямайців (15,4%).
Мірамар заснований 1955 року. Місто назване за місцевістю столиці Куби міста Гавана. Прізвисько міста «Краса й прогрес».
У місті штаб-квартира авіакомпанії Spirit Airlines.

## Географія
Мірамар розташований за координатами 25°58′37″ пн. ш. 80°20′9″ зх. д. / 25.97694° пн. ш. 80.33583° зх. д. (25.976953, -80.335829).  За даними Бюро перепису населення США в 2010 році місто мало площу 81,04 км², з яких 76,46 км² — суходіл та 4,58 км² — водойми.

## Демографія
Згідно з переписом 2010 року, у місті мешкала 122 041 особа в 37 420 домогосподарствах у складі 30 725 родин. Густота населення становила 1506 осіб/км².  Було 40294 помешкання (497/км²).
Расовий склад населення:
| - 45,7 % — чорних або афроамериканців - 41,0 % — білих - 5,2 % — азіатів - 0,2 % — корінних американців - 4,1 % — осіб інших рас |

До двох чи більше рас належало 3,7 %. Частка іспаномовних становила 36,9 % від усіх жителів.
За віковим діапазоном населення розподілялося таким чином: 29,1 % — особи молодші 18 років, 64,0 % — особи у віці 18—64 років, 6,9 % — особи у віці 65 років та старші. Медіана віку мешканця становила 33,6 року. На 100 осіб жіночої статі у місті припадало 89,3 чоловіків;  на 100 жінок у віці від 18 років та старших — 84,1 чоловіків також старших 18 років.
Середній дохід на одне домашнє господарство  становив 78 779 доларів США (медіана — 65 282), а середній дохід на одну сім'ю — 82 811 долар (медіана — 68 199). Медіана доходів становила 44 865 доларів для чоловіків та 40 087 доларів для жінок. За межею бідності перебувало 9,6 % осіб, у тому числі 12,6 % дітей у віці до 18 років та 6,4 % осіб у віці 65 років та старших.
Цивільне працевлаштоване населення становило 65 117 осіб. Основні галузі зайнятості: освіта, охорона здоров'я та соціальна допомога — 24,2 %, роздрібна торгівля — 13,6 %, науковці, спеціалісти, менеджери — 11,8 %.